# Gunnar Lundgren (läkare)
För andra betydelser, se Gunnar Lundgren.
Gunnar Frithiof Lundgren, född 27 oktober 1893 i Stockholm, död 19 maj 1979 i Danderyds församling, Stockholms län, var en svensk läkare.
Gunnar Lundgren, som var son till veterinären, professor John Lundgren och Edith, ogift Åberg, blev medicine licentiat i Stockholm 1922. Han var föreståndare för röntgenavdelningen på Garnisonssjukhuset i Stockholm 1923–1930, överläkare för röntgenavdelningen, Danderyds lasarett 1930–1960 samt styresman för lasarettet åren 1940–1960.
Han var under tiden 1925–1941 gift med friherrinnan Barbro Rålamb (1901–1980), dotter till översten, friherre Stig Rålamb och Ulla, ogift Cederschiöld, samt omgift med Ragnar Söderberg. En dotter till paret var journalisten Anita Lagercrantz-Ohlin.
Han är begravd i en familjegrav på Djursholms begravningsplats, där även hans föräldrar vilar.